# پروفلاوین
پروفلاوین (به انگلیسی: Proflavine) یک ترکیب شیمیایی با شناسه پاب‌کم ۷۰۹۹ است. 